# Jože Zupan (1921)
Jože Zupan, slovenski igralec, * 15. februar 1921, Zasip, † 25. junij 1991, Maribor.

## Življenje in delo
Rodil se je v kmečki družini očetu Antonu in materi Ivani (roj. Zalokar).
Zupan se je izučil za mizarja. Po končani šoli leta 1938 je bil do odhoda v partizane mizarski pomočnik. V letih 1943−1945 je bil v NOB član igralske skupine 9. korpusa na Primorskem. Po vojni je ob delu obiskoval gimnazijo na Jesenicah (mala matura 1949) in gledališke tečaje (1949–1958). Angažiran je bil 1949–1955 v MGL v  Ljubljani, od 1955 v Kranju, od 1957 v Kopru, 1958–1963 v Pulju (Istarsko narodno kazalište), 1963/1964 v Leskovcu (Narodno pozorište), od 1964 v SNG Maribor (vmes sezoni 1977–1979 v Novi Gorici). Leta 1981 se je  upokojil.
V Zupanovem repertoarju ni bilo mnogo velikih vlog, pač pa številne manjše. Gostoval je v gledališčih, igral tudi v televizijskih igrah Radiotelevizija Slovenija. Uspel je zlasti z monodramami in z njimi veliko nastopal doma in v zamejstvu. Občasno je režiral predstave blejskih amaterskih gledaliških skupin.